# Babilônia (telenovela)
Babilônia è una telenovela brasiliana prodotta e trasmessa da TV Globo dal 16 marzo 2015, sostituendo la telenovela Império, al 28 agosto 2015, sostituita con A Regra do Jogo.
Scritta da Gilberto Braga, Ricardo Linhares e João Ximenes Braga, con la collaborazione di Sérgio Marques, Ângela Carneiro, Chico Soares, Fernando Rebello, João Brandão, Luciana Pessanha e Maria Camargo, è stata diretta da Denis Carvalho e María de Médicis, affiancati da Cristiano Marques, Luísa Lima, Pedro Peregrino, Giovanna Machline.

## Trama
Amiche dall'infanzia, Beatriz e Inês , col passare del tempo diventano nemiche a causa della gelosia di Inês per la fortuna di Beatriz. Quest'ultima si è sposata con Evandro, dopo averlo sedotto con grande successo. Quando però scopere che Inês con foto di lei, Beatriz uccide Christopher, e dà denato a Inês, mandandola quindi con suo marito Homero e sua figlia Alice a Dubai.
Dopo la misteriosa morte di Homero, Inês e Alice tornano in Brasile in bancarotta totale: vanno a vivere a Rio de Janeiro, dove Alice diventa una prostituta di lusso, in un'attività gestita dalla sua stessa madre e da un socio, Murilo, che si innamora di lei, formando però un triangolo amoroso con Heloísa, un'altra prostituta sua protetta. La famiglia di Heloisa ignora tutto della ragazza.
Vinicius, a sua volta, si innamora di Regina, la figlia dell'uomo assassinato da Beatriz, incinta di Luis Fernando. La felicità della coppia tuttavia è ostacolata da Cristina, l'ex moglie di Vinicius, che promette di rendere la vita impossibile alla coppia, che vive nella città fittizia di "Jatobá", il cui sindaco, Aderbal, è un uomo corrotto all'insaputa dei cittadini, che lo ammirano.
Ma queste due nemiche non sanno che Regina cercherà vendetta, smascherando Beatriz e mettendo in pericolo la grande bugia detta da anni al suo sposo. Inês cercherà di allearsi con Regina per distruggere Beatriz.

## Cast
| Attore/Attrice      | Personaggio                         |
| ------------------- | ----------------------------------- |
| Camila Pitanga      | Regina Rocha                        |
| Glória Pires        | Beatriz Amaral Rangel               |
| Adriana Esteves     | Inês Ferraz Junqueira               |
| Sophie Charlotte    | Alice Junqueira                     |
| Thiago Fragoso      | Vinicius Teixeira                   |
| Fernanda Montenegro | Teresa Petrucceli                   |
| Nathalia Timberg    | Estela Marcondes Amaral             |
| Bruno Gagliasso     | Murilo Teixeira                     |
| Cássio Gabus Mendes | Evandro Souza Rangel                |
| Gabriel Braga Nunes | Luis Fernando Vidal Fonseca         |
| Marcos Palmeira     | Aderbal Pimenta                     |
| Laila Garin         | Maria José Matos Pimenta            |
| Tainá Müller        | Cristiana (Cris)                    |
| Chay Suede          | Rafael Amaral                       |
| Luisa Arraes        | Laís Matos Pimenta                  |
| Bruno Gissoni       | Carlos Augusto Souza Rangel (Guto)  |
| Arlete Salles       | Consuelo Pimenta                    |
| Thiago Martins      | Diogo Rocha                         |
| Kizi Vaz            | Gabriela Alvarenga                  |
| Marcos Pasquim      | Carlos Alberto da Mata              |
| Sheron Menezzes     | Paula Camargo                       |
| Dudu Azevedo        | Bento Laranjeira                    |
| Marcello Mello Jr.  | Ivan Camargo                        |
| Maria Clara Gueiros | Karen Fonseca Vidal                 |
| Mary Sheila         | Ivete Domingos                      |
| Juliana Alves       | Valeska de Paiva                    |
| Herson Capri        | Otávio Villar                       |
| Virgínia Rosa       | Dora da Silva Rocha                 |
| Carla Salle         | Heloísa Gomes Batista               |
| Igor Angelkorte     | Clóvis Beviláqua                    |
| Marcos Veras        | Norberto Vidal                      |
| Rogéria             | Oswaldo Alvarenga (Úrsula Andressa) |
| Daisy Lúcidi        | Dulce Melo                          |
| Lu Grimaldi         | Olga Teixeira                       |
| Rosi Campos         | Zélia Fonseca                       |
| Val Perré           | Cristóvão Rocha                     |
| Filipe Ribeiro      | Frederico da Mata (Fred)            |
| Tuca Andrada        | Homero Junqueira                    |
| André Bankoff       | Pedro                               |
| Paulo Verlings      | Tom Cruzes                          |
| Maíra Charken       | Vera Morgado                        |
| Rodrigo Fagundes    | Rubi Palhares                       |
| Dennis Carvalho     | Lauro Petrucceli                    |

## Critiche
A causa dei contenuti forti trattati, come l'omosessualità, il razzismo, la prostituzione, questa telenovela è stata oggetto di critiche da parte dei telespettatori più conservatori, specialmente organizzazioni evangeliche, che promossero un boicottaggio della serie: di qui un netto calo di ascolti e la fine anticipata della telenovela, ridotta dalle 203 puntate previste a sole 143. João Ximenes Braga, coautore della serie, ha criticato duramente i vertici della Globo per questa decisione. 